# Porumbel de dafin
Porumbelul de dafin (Columba bollii) este o specie de pasăre din familia Columbidae,  endemic pentru Insulele Canare, Spania. Această pasăre este numită după naturalistul german Carl Bolle, care a fost primul care a distins-o de porumbelul cu coadă cenușie. Acest porumbel de pădure este endemic habitatului pădurii de dafin.